# Preis der Diana
Groupe 1
Le Preis der Diana est une course hippique de plat qui se dispute sur l'hippodrome de Düsseldorf en Allemagne, au mois d'août.
Disputée pour la première fois en 1857, c'est une course de Groupe 1, réservée aux pouliches de 3 ans, qui se court sur 2 200 mètres et dont la dotation s'élève à 500 000 €. Classée groupe 2 lors de l'introduction du système des groupes en Allemagne en 1972, elle a été promue au rang de groupe 1 en 2001.
Rassemblant les meilleures pouliches d'une génération, c'est l'équivalent en Allemagne du Prix de Diane français, des Oaks anglaises et des Irish Oaks irlandaises.

## Palmarès depuis 2001
| Année | Vainqueur      | Pays        | Père               | Jockey             | Entraîneur           | Propriétaire             | Temps   |
| ----- | -------------- | ----------- | ------------------ | ------------------ | -------------------- | ------------------------ | ------- |
| 2025  | Nicoreni       | Allemagne   | Brametot           | Leon Wolf          | Peter Schiergen      | Gestüt Ebbesloh          | 2'14"85 |
| 2024  | Erle           | Allemagne   | Reliable Man       | Martin Seidl       | Maxim Pecheur        | Gestüt Röttgen           | 2'14"00 |
| 2023  | Muskoka        | Allemagne   | Sea The Moon       | Lukas Delozier     | Henk Grewe           | Stall Golden Goal        | 2'21"92 |
| 2022  | Toskana Belle  | Allemagne   | Shamalgan          | Kerrin McEvoy      | Andreas Wöhler       | Australian Bloodstock    | 2'11"21 |
| 2021  | Palmas         | Allemagne   | Lord of England    | Eduardo Pedroza    | Andreas Wöhler       | Gestüt Etzean            | 2'12"15 |
| 2020  | Miss Yoda      | Royaume-Uni | Sea The Stars      | Lanfranco Dettori  | John Gosden          | Écurie Westerberg        | 2'14"34 |
| 2019  | Diamanta       | Allemagne   | Maxios             | Maxime Pêcheur     | Markus Klug          | Gestüt Brummerhof        | 2'15"78 |
| 2018  | Well Timed     | Allemagne   | Holy Roman Emperor | Filip Minarik      | Jean-Pierre Carvalho | Stall Ullman             | 2'12"63 |
| 2017  | Lacazar        | Allemagne   | Adlerflug          | Andrasch Starke    | Peter Schiergen      | Gestüt Haus Zoppenbroich | 2'17"45 |
| 2016  | Serienholde    | Allemagne   | Soldier Hollow     | Eduardo Pedroza    | Andreas Wöhler       | Gestüt Wittekindshof     | 2'14"49 |
| 2015  | Turfdonna      | Allemagne   | Doyen              | Eduardo Pedroza    | Andreas Wöhler       | Australian Bloodstock    | 2'13"93 |
| 2014  | Feodora        | Allemagne   | Lord of England    | Mirco Demuro       | Andreas Wöhler       | Gestüt Etzean            | 2'15"35 |
| 2013  | Penelopa       | Allemagne   | Giant's Causeway   | Eduardo Pedroza    | Miltcho Minchev      | Litex Commerce Ad        | 2'13"53 |
| 2012  | Salomina       | Allemagne   | Lomitas            | Filip Marinek      | Peter Schiergen      | Gestüt Bona              | 2'15"73 |
| 2011  | Dancing Rain   | Royaume-Uni | Danehill Dancer    | Kieren Fallon      | William Haggas       | Martin and Lee Taylor    | 2'20"32 |
| 2010  | Enora          | Allemagne   | Noverre            | Terence Hellier    | Torsten Mundry       | Gestüt Röttgen           | 2'14"68 |
| 2009  | Night Magic    | Allemagne   | Sholokhov          | Karoly Kerekes     | Wolfgang Figge       | Stall Salzburg           | 2'15"34 |
| 2008  | Rosenreihe     | Allemagne   | Catcher in The Rye | Andrasch Starke    | Peter Schiergen      | Gestüt Wittekindshof     | 2'19"32 |
| 2007  | Mystic Lips    | Allemagne   | Generous           | Andreas Helfenbein | Andreas Löwe         | Stall Lintec             | 2'16"31 |
| 2006  | Almerita       | Allemagne   | Medicean           | Darryll Holland    | Waldemar Hickst      | Dr Christoph Berglar     | 2'20"04 |
| 2005  | Iota           | Allemagne   | Tiger Hill         | Terence Hellier    | Peter Schiergen      | Gestüt Schlenderhan      | 2'28"04 |
| 2004  | Amarette       | Allemagne   | Monsun             | Andreas Suborics   | Andreas Schütz       | Gestüt Schlenderhan      | 2'20"24 |
| 2003  | Next Gina      | Allemagne   | Perugino           | Andrasch Starke    | Andreas Schütz       | Gestüt Wittekindshof     | 2'26"21 |
| 2002  | Salve Regina   | Allemagne   | Monsun             | Richard Hills      | Andreas Schütz       | Gestüt Höny-Hof          | 2'16"64 |
| 2001  | Silvester Lady | Allemagne   | Pivotal            | Paul Johnson       | Andreas Löwe         | Stall Taunus             | 2'32"31 |